# Чишель, Стефан
Стефан Чишель (фр. Stephane Tchitchelle; 12 января 1915, Яй, регион Куилу, Французское Среднее Конго — октябрь 1984) — конголезский политический деятель, Первый вице-президент (1960—1963), министр иностранных дел Конго (1960—1963).

## Биография
Работал мастером на станции Океанской железной дороги Конго (CFCO), стал генеральным секретарем местного профсоюза железнодорожников Всеобщей конфедерации труда, возглавлял забастовки против бесчеловечных и невыносимых условий труда чернокожих рабочих CFCO и жестокого обращения с ними со стороны белого руководства компании. 
В 1946 году участвовал в создании Конголезской прогрессивной партии, но десятилетие спустя рассорился с её руководителем Жаном-Феликсом Чикайей и стал одним из основателей Демократического союза в защиту африканских интересов (UDDIA) Фюльбера Юлу. Наряду с этими политиками, а также Жаком Опанго (в Правительственном совете которого занял должность министра труда, здравоохранения и социальных дел), считается одним из отцов-основателей Республики Конго.
- 1956—1958 гг. — мэр города Пуэнт-Нуар,
- 1958—1959 гг. — министр внутренних дел,
- 1960—1963 гг. — первый министр иностранных дел Республики Конго после обретения страной независимости.
- 1960—1963 гг. — Первый вице-президент Республики Конго после обретения страной независимости.